# Sporadopora micropora
Sporadopora micropora är en nässeldjursart som beskrevs av Stephen D. Cairns 1991. Sporadopora micropora ingår i släktet Sporadopora och familjen Stylasteridae. Inga underarter finns listade i Catalogue of Life.